# روش سنت-لاگه
روش سنت-لاگه (به فرانسوی: Sainte-Laguë) یا وبستر (به انگلیسی: Webster) دگرشی از روش بالاترین میانگین‌ها است که در انتخابات مبتنی بر نمایندگی تناسبی به روش فهرست حزبی برای تسهیم کرسی‌های مجلس مورد استفاده قرار می‌گیرد. این روش در اروپا به افتخار ریاضی‌دان فرانسوی آندره سنت-لاگه و در آمریکا به افتخار سیاستمدار و سناتور آمریکایی دنیل وبستر نامگذاری شده‌است. اساس روش سنت-لاگه بسیار شبیه روش دونت است اما از مقسوم‌علیه‌های متفاوتی استفاده می‌کند. نتایج آن تقریباً با نتایج روش بزرگ‌ترین باقیمانده یکسان است ولی نتایج روش دونت معمولاً اندکی به نفع احزاب بزرگتر تمام می‌شود.
این روش را اولین بار دنیل وبستر در سال ۱۸۳۲ ابداع کرد و برای سهمیه‌بندی کنگره‌ای آمریکا در سال ۱۸۴۲ به کار رفت. بعداً روش همیلتون جایگزین آن شد ولی در سال ۱۹۱۱ دوباره به روش وبستر بازگشتند. آندره سنت-لاگه در سال ۱۹۱۰ این روش را در مقاله‌ای معرفی کرد. به نظر می‌آید که او و سایر اروپایی‌ها تا بعد از جنگ جهانی دوم از سابقهٔ این روش در آمریکا بی‌خبر بودند.
کشورهای بوسنی و هرزگوین، عراق، کوزوو، لتونی، نیوزیلند، نروژ، و سوئد از این روش استفاده می‌کنند. در آلمان از این روش برای انتخابات بوندستاگ در سطح فدرال و برای مجالس مقننهٔ بادن-وورتمبرگ، برمن، هامبورگ، نوردراین-وستفالن، راینلاند-فالتس، و شلسویگ-هولشتاین در سطح ایالتی استفاده می‌شود. بولیوی (۱۹۹۳)، لهستان (۲۰۰۱)، فلسطین (۲۰۰۶)، و نپال (۲۰۰۸) هم سابقهٔ استفاده از این روش را دارند.

## شرح روش
پس از شمارش آرا، با استفاده از مقسوم‌علیه‌های فرد، خارج‌قسمت‌های متوالی برای هر حزب محاسبه می‌شود. فرمول آن به شکل زیر است:
{\displaystyle {\text{q}}={\frac {V}{2s+1}}}
که در آن
- q خارج قسمت محاسبه‌شده در هر مرحله؛
- V مجموع آرای کسب‌شده توسط حزب؛
- s تعداد کرسی‌های تصاحب‌شده توسط حزب تا آن مرحله با مقدار اولیهٔ صفر.

در هر مرحله، حزبی که بالاترین خارج قسمت را به دست آورد، آن کرسی را تصاحب خواهد کرد و خارج قسمت آن حزب با توجه به تعداد کرسی‌های جدید دوباره محاسبه می‌شود. این فرایند آنقدر تکرار می‌شود تا همهٔ کرسی‌ها تسهیم شوند.
این روش  و نه شکل اصلاح شده آن، تضمین نمی کند که حزبی که بیش از نیمی از آرا را کسب کند، حداقل نیمی از کرسی ها را به دست خواهد آورد. اغلب یک آستانه انتخاباتی وجود دارد. یعنی برای تخصیص کرسی ها باید حداقل درصد آرا را به دست آورد.
به عنوان مثال انتخابات فرضی زیر را در نظر بگیرید که در آن سه حزب قهوه‌ای و آبی و سبز برای تصاحب ۱۱ کرسی شورا با یکدیگر به رقابت می‌پردازند. مجموع آرای مأخوذهٔ احزاب به ترتیب برابر  ۵۲٬۰۰۰ و ۶۳٬۰۰۰ و ۱۸٬۰۰۰ است.
|                    | حزب قهوه‌ای   | حزب آبی      | حزب سبز      |
| مجموع آرا          | ۵۲٬۰۰۰       | ۶۳٬۰۰۰       | ۱۸٬۰۰۰       |
| کرسی ۱م            | ۵۲٬۰۰۰= ۱ ÷  | ۶۳٬۰۰۰ = ۱ ÷ | ۱۸٬۰۰۰ = ۱ ÷ |
| کرسی ۲م            | ۵۲٬۰۰۰       | ۲۱٬۰۰۰ = ۳ ÷ | ۱۸٬۰۰۰       |
| کرسی ۳م            | ۱۷٬۳۳۳ = ۳ ÷ | ۲۱٬۰۰۰       | ۱۸٬۰۰۰       |
| کرسی ۴م            | ۱۷٬۳۳۳       | ۱۲٬۶۰۰ = ۵ ÷ | ۱۸٬۰۰۰       |
| کرسی ۵م            | ۱۷٬۳۳۳       | ۱۲٬۶۰۰       | ۶٬۰۰۰ = ۳ ÷  |
| کرسی ۶م            | ۱۰٬۴۰۰ = ۵ ÷ | ۱۲٬۶۰۰       | ۶٬۰۰۰        |
| کرسی ۷م            | ۱۰٬۴۰۰       | ۹٬۰۰۰ = ۷ ÷  | ۶٬۰۰۰        |
| کرسی ۸م            | ۷٬۴۲۸ = ۷ ÷  | ۹٬۰۰۰        | ۶٬۰۰۰        |
| کرسی ۹م            | ۷٬۴۲۸        | ۷٬۰۰۰ = ۹ ÷  | ۶٬۰۰۰        |
| کرسی ۱۰م           | ۵٬۷۷۸ = ۹ ÷  | ۷٫۰۰۰        | ۶٬۰۰۰        |
| کرسی ۱۱م           | ۵٬۷۷۸        | ۵٬۷۲۷ = ۱۱ ÷ | ۶٬۰۰۰        |
| سهمیهٔ نهایی کرسی‌ها | ۴            | ۵            | ۲            |

در هر مرحله کرسی تصاحب‌شده توسط هر حزب به رنگ همان حزب در آمده‌است.
|      | حزب قهوه‌ای | حزب آبی    | حزب سبز    |
| ۱ ÷  | ۵۲٬۰۰۰ (۲) | ۶۳٬۰۰۰ (۱) | ۱۸٬۰۰۰ (۴) |
| ۳ ÷  | ۱۷٫۳۳۳ (۵) | ۲۱٬۰۰۰ (۳) | ۶٬۰۰۰ (۱۱) |
| ۵ ÷  | ۱۰٬۴۰۰ (۷) | ۱۲٬۶۰۰ (۶) | ۳٬۶۰۰      |
| ۷ ÷  | ۷٬۴۲۹ (۹)  | ۹٬۰۰۰ (۸)  | ۲٬۵۷۱      |
| ۹ ÷  | ۵٬۷۷۸      | ۷٬۰۰۰ (۱۰) | ۲٬۰۰۰      |
| ۱۱ ÷ | ۴٬۷۲۷      | ۵٬۷۲۷      | ۱٬۶۳۶      |
| ۱۳ ÷ | ۴٬۰۰۰      | ۴٬۸۴۶      | ۱٬۳۸۵      |

روش دیگری هم برای نمایش جدول سهمیه‌بندی هست که گرچه جمع‌وجورتر است ولی بصیرت و آموزش لازم را به خواننده نمی‌دهد. آرای هر حزب را متوالیاً بر مقسوم‌علیه‌های فرد تقسیم کرده و خارج قسمت‌های به‌دست‌آمده را بر حسب بزرگی رتبه‌بندی می‌کنیم. رتبهٔ هر خارج قسمت در پرانتز کناری‌اش آمده‌است. ۱۱ عدد بزرگتر جواب مسئله‌اند.
فرق روش سنت-لاگه با روش دونت صرفاً در فرمولشان است: فرمول روش دومی {\displaystyle \left({\text{q}}={\frac {V}{s+1}}\right)} است.
1. ↑  "New votes-to-seats system makes elections 'fairer'". The Jakarta Post. 28 May 2018. Retrieved 19 April 2019.
2. ↑  Sainte-Laguë method to decide PR seats, Ram Kumar Kamat, 2022
3. ↑  "Distribution of UK MEPs between electoral regions" (PDF). Electoral Commission. July 2013. Archived (PDF) from the original on 2021-09-04. Retrieved 21 December 2019.
4. ↑  "European Parliament (Number of MEPs and Distribution between Electoral Regions) (United Kingdom and Gibraltar) Order 2008 - Hansard". hansard.parliament.uk.
5. ↑  Lijphart, Arend (2003), "Degrees of proportionality of proportional representation formulas",  in Grofman, Bernard; Lijphart, Arend (eds.), Electoral Laws and Their Political Consequences, Agathon series on representation, vol. 1, Algora Publishing, pp. 170–179, ISBN 9780875862675 See in particular the section "Sainte-Lague", pp. 174–175.
6. ↑  Miller, Nicholas R. (February 2013), "Election inversions under proportional representation", Annual Meeting of the Public Choice Society, New Orleans, March 8-10, 2013 (PDF).